# Biała Nyska

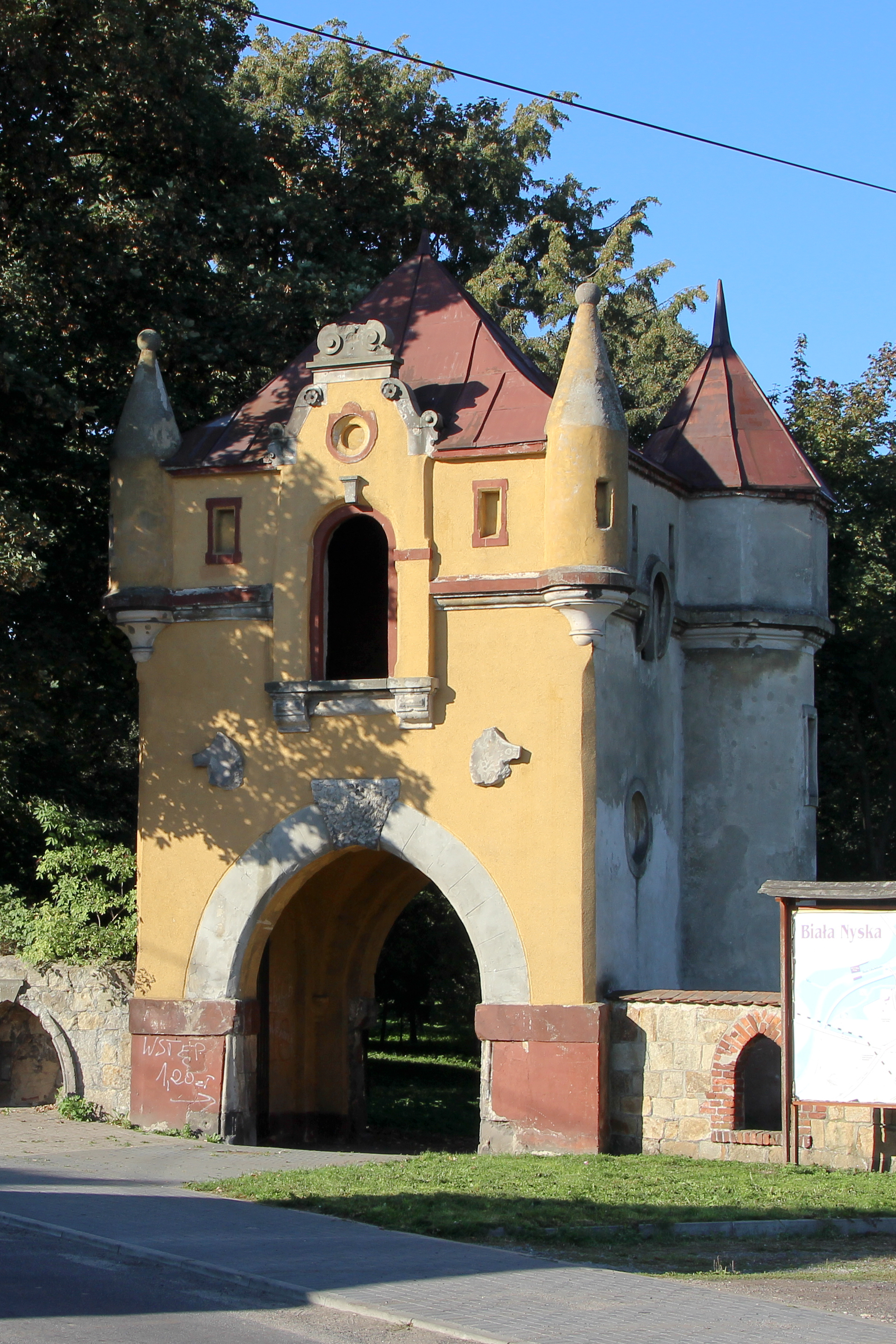
Schlosstor

Biala Nyska (deutsch Bielau) ist ein Ort in der Stadt- und Landgemeinde Nysa (Neisse) im Powiat Nyski der Woiwodschaft Opole in Polen.

## Geographie
Biala Nyska liegt etwa sechs Kilometer südwestlich von Nysa (Neisse) und etwa 61 Kilometer südwestlich von Opole (Oppeln) an der Freiwalder Biele. Nördlich liegt der Neisser Stausee an einer stillgelegten Bahnlinie der ehemaligen Neisser Kreisbahn.
Nachbarorte von Biala Nyska sind im Norden Nysa, im Osten Podkamień (Steinhübel), im Südwesten Morów (Mohrau) und im Westen Siestrzechowice (Grunau).

## Geschichte

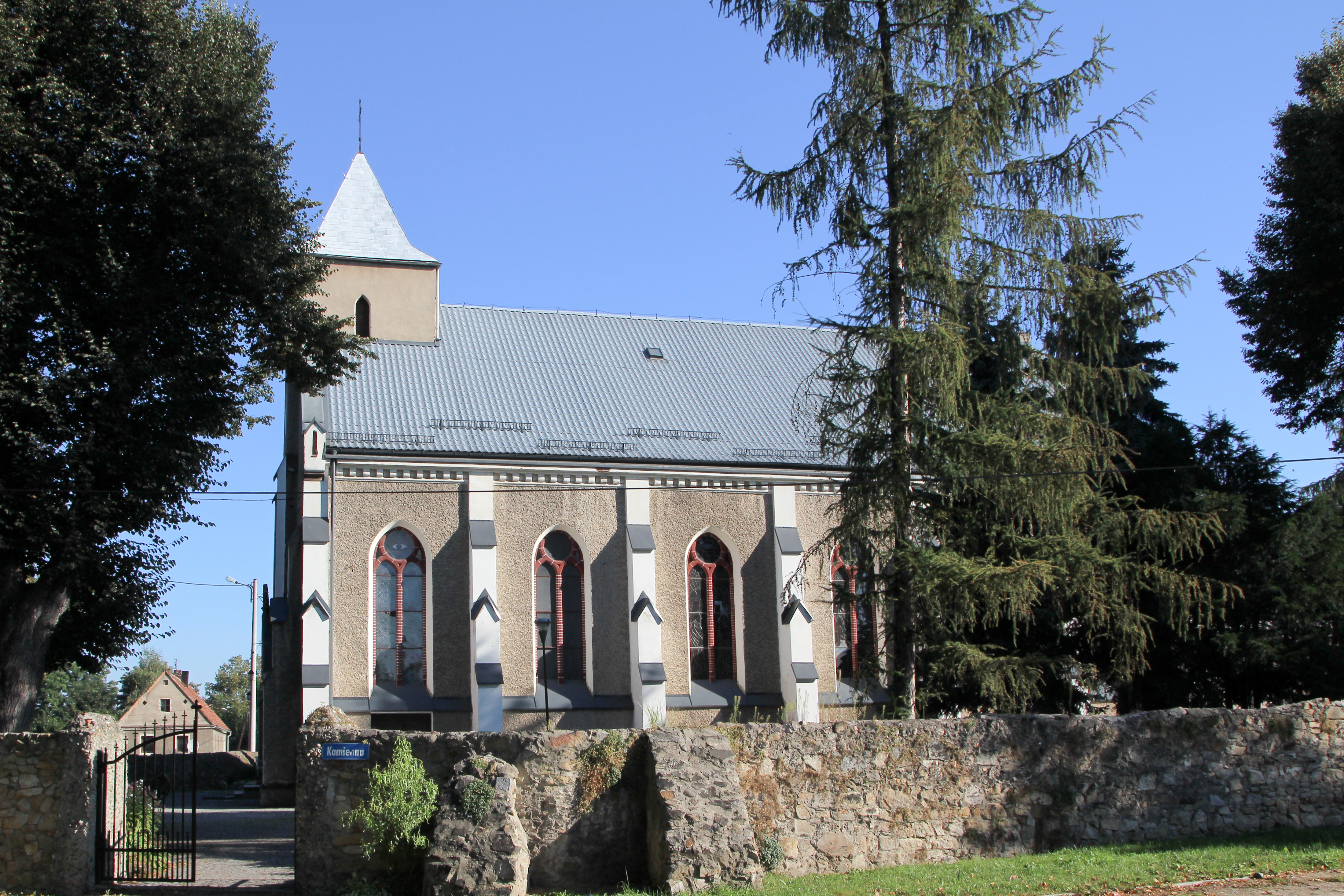
Johannes-Kirche

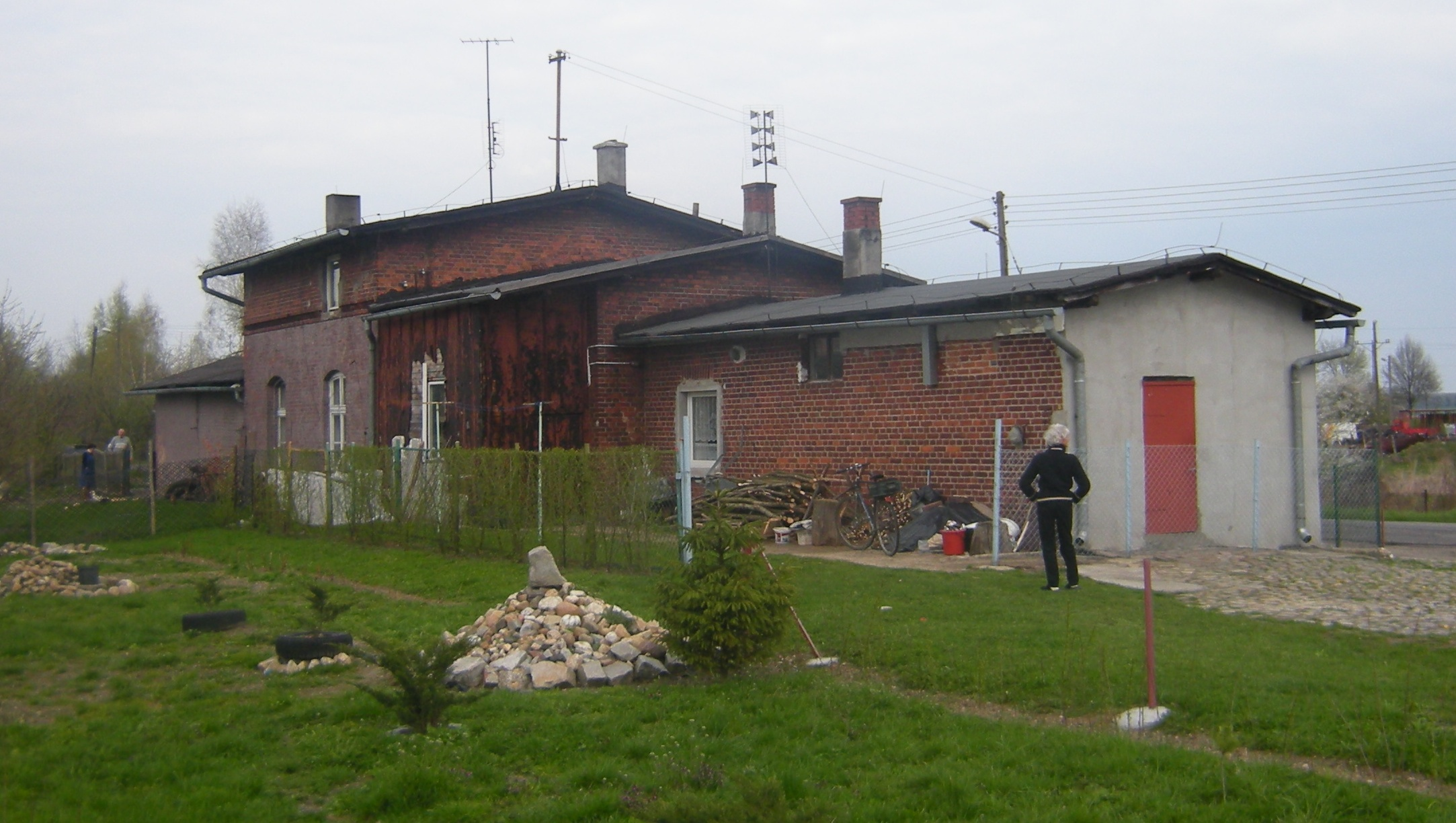
Ehemaliges Bahnhofsgebäude

Der Ort Bielau wird 1231 erstmals in zwei Urkunden als „Bela“ erwähnt. Der Ort hatte damals bereits einen Scholzen; und Bischof Lorenz überließ das Gebiet einem Grafen Siegfried zur Umsetzung nach deutschem Recht. 1284 wird Bielau unter den 65 Dörfern genannt, die Herzog Heinrich IV. vom Bischof Thomas II. von Breslau zurückforderte, weil die Breslauer Bischöfe im Zuge der Besiedlung des Bistumslandes diese Orte auf dem Gebiet des herzoglichen Grenzwaldes angelegt hatten. Bischof und Herzog führten einen erbitterten Streit (Kirchenstreit 1282–1288), der mit dem großen Kirchenprivileg des Herzogs 1290 ein Ende fand. Durch das Privileg erhielt der Bischof eine weitgehende Landeshoheit im Bistumsland; die 65 umstrittenen Dörfer blieben bischöflich. 1377 wurde der Ort als Belaw erwähnt. Für 1592 ist ein Schreiber bezeugt, der sicherlich Schule abhielt.
Nach dem Ersten Schlesischen Krieg 1742 fiel Bielau mit dem größten Teil des Fürstentums Neisse an Preußen.
Als Neisse 1807 in den Koalitionskriegen belagert wurde, legte der französische General Vandamme sein Hauptquartier in das Bielauer Schloss. Nach der Neuorganisation der Provinz Schlesien gehörte die Landgemeinde Bielau ab 1816 zum Landkreis Neisse im Regierungsbezirk Oppeln. 1842 wurde im Ort ein neues Schulhaus erbaut. 1845 bestanden im Dorf ein Schloss, eine katholische Pfarrkirche, eine katholische Schule und 108 weitere Häuser. Im gleichen Jahr lebten in Bielau 900 Menschen, davon 53 evangelisch. Das Rittergut (310 Hektar) war seit 1851 im Besitz der Familie von Falkenhausen. Zur Herrschaft Bielau gehörten noch die Rittergüter Eilau, Mohrau und Steinhübel (insgesamt 875 Hektar). 1855 lebten 938 Menschen in Bielau. 1865 zählte der Ort eine Scholtisei, 15 Bauernhöfe, 41 Gärtner- und 39 Häuslerstellen sowie drei Papiermühlen, eine Brennerei und eine Brauerei. Die katholische zweiklassige Schule wurde im gleichen Jahr von 200 Schülern besucht. 1874 wurde der Amtsbezirk Bielau gegründet, welcher aus den Landgemeinden Bielau, Eilau, Mohrau, Preiland und Steinhübel und die Gutsbezirke Bielau, Eilau, Mohrau, Preiland und Steinhübel bestand. Erster Amtsvorsteher war der Gutspächter Leutenant Baron Ernst von Falkenhausen. 1885 zählte Bielau 1217 Einwohner. Zwischen 1892 und 1893 wurde die katholische Pfarrkirche neu erbaut.
1912 erhielt Bielau Bahnanschluss an der Strecke Neisse–Weidenau der Neisser Kreisbahn AG. 1933 lebten in Bielau 1169 Menschen. 1937 gab es einen Tierarzt, einen Bäcker, zwei Fahrradhandlungen, eine Färberei, drei Fleischer, drei Friseure, zwei Gasthöfe, drei Gemischtwarenläden, eine Molkerei, eine Ölmühle, ein Sägewerk, zwei Schlosser, eine  Schmiede, drei Schneider, zwei Schuhmacher, zwei Tischler und eine Spar- und Darlehenskasse. 1939 zählte der Ort 1157 Einwohner. Bis 1945 befand sich der Ort im Landkreis Neisse. Beim Einmarsch der Roten Armee im Ort wurde große Teile des Dorfes zerstört, darunter das Schloss Bielau.
Nach dem Zweiten Weltkrieg wurde das Dorf als Biała Nyska unter polnische Verwaltung gestellt und die verbliebene deutsche Bevölkerung vertrieben. 1950 kam Biała Nyska zur Woiwodschaft Oppeln. 1999 kam der Ort zum wiedergegründeten Powiat Nyski innerhalb der Stadt-und-Land-Gemeinde Nysa.

### Einwohnerentwicklung
- 1784; 0511 Einwohner, 71 Feuerstellen
- 1845: 0900 Einwohner, 108 Häuser
- 1895: 1362 Einwohner, 123 Häuser, 351 Haushalte
- 1939: 1157 Einwohner, 327 Haushalte
- 2007: 0851 Einwohner[8]

## Sehenswürdigkeiten
- Die römisch-katholische Apostel-Johannes-Kirche (poln. Kościół św. Jana Ewangelisty) wurde zwischen 1892 und 1893 erbaut.
- Schlosspark des ehemaligen Schlosses Bielau
- An der Westseite des Parks hat sich das ehemalige Schlosstor erhalten.
- Denkmal für die gefallenen sowjetischen Soldaten
- Denkmal für die Gefallenen des Zweiten Weltkriegs
- Gedenkplatte für Papst Johannes Paul II.
- Empfangsgebäude des ehemaligen Bahnhofs – heute ein Wohnhaus
- Wegekreuz
- Sühnekreuz

## Vereine
- Fußballverein LZS Biała Nyska

## Persönlichkeiten
- Joseph von Larisch (1777–1841), preußischer Generalmajor, Besitzer der Herrschaft Bielau
- Emil Bohn (1839–1909), deutscher Musikwissenschaftler, Komponist und Musikpädagoge
- Willy Bartsch (1905–1988), deutscher Politiker (SPD)